# 라틴 교

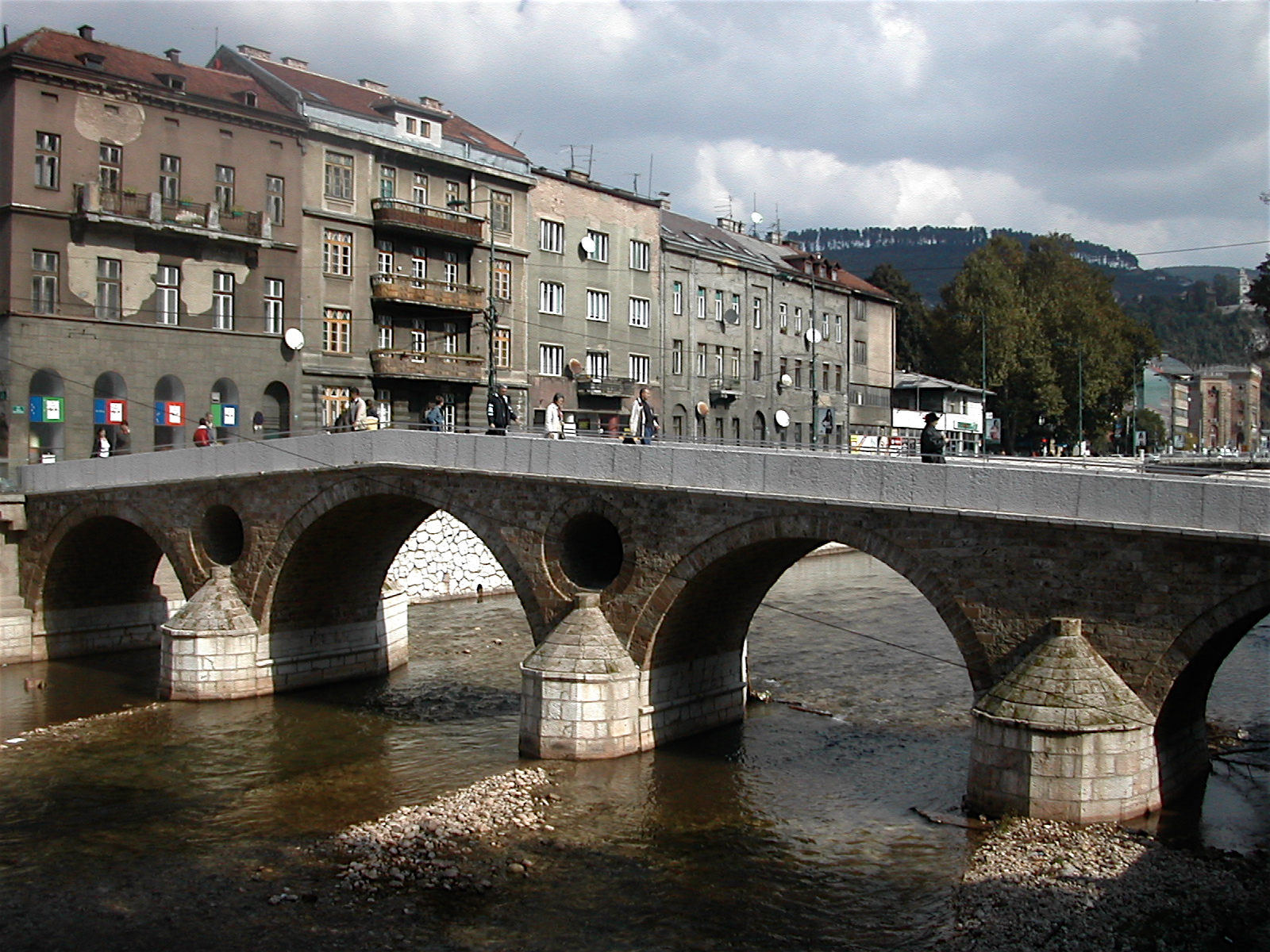
라틴 교(2005년)

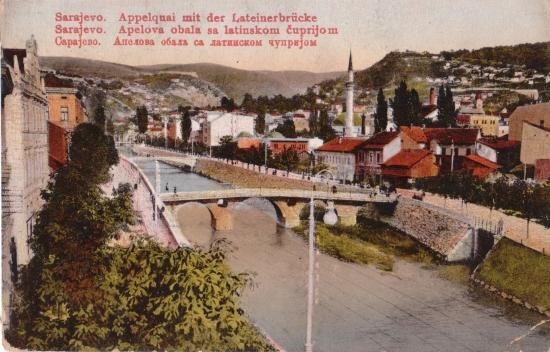
라틴 교(1913년)

라틴 교(보스니아어: Latinska ćuprija, 크로아티아어: Latinska ćuprija, 세르비아어: Latinska ćuprija / Латинска ћуприја)는 보스니아 헤르체고비나의 수도인 사라예보를 흐르는 강인 밀랴츠카강에 위치한 교량이다. 오스만 제국 시대에 건설된 교량으로 제1차 세계 대전의 도화선이 된 사라예보 사건의 현장이기도 하다.

## 역사
사라예보에 현존하는 교량 중에서 가장 오래된 교량으로 1514년 보스니아 산자크의 조사 자료에서 현재의 장소에 관한 기록이 남아 있다. 가죽 제품 제조업자로 일하던 후세인(Hussein)의 아들인 시르메르드(Sirmerd)에 의해 건설되었는데 최초의 교량은 나무로 만들어진 것으로 추정된다. 1565년에 작성된 법원의 기록 문서에서는 사라예보의 저명한 시민이었던 알리 아이니베그(Ali Ajni-Beg)가 현재의 자리에 석교를 건설했다고 한다.
1791년 11월 15일에 일어난 홍수로 인해 크게 손상되었지만 사라예보의 상인인 압둘라아가 브리가(Abdulah-aga Briga)가 자금을 조달하면서 재건되었다. 교량 재건 사업은 1798년부터 1799년 사이에 진행되었다. 교량은 4개의 아치, 3개의 튼튼한 기둥, 제방으로 구성되어 있는데 돌과 석고로 만든 것이 특징이다. 교각 위에는 눈처럼 생긴 2개의 구멍이 있는데 현대의 사라예보의 시 문장에서도 이와 같은 모양을 볼 수 있다. 오스트리아-헝가리 제국 시대에 교통량이 증가하면서 교량이 포장되었다.
1914년 6월 28일에는 가브릴로 프린치프가 밀랴츠카강 우안과 접한 거리에서 오스트리아-헝가리 제국의 프란츠 페르디난트 폰 외스터라이히에스테 대공을 암살한 사라예보 사건이 일어났는데 이는 제1차 세계 대전의 도화선이 된다. 유고슬라비아 시대에는 프린치프 교(보스니아어: Principov most, 크로아티아어: Principov most, 세르비아어: Principov most / Принципов мост)라고 불렀지만 유고슬라비아 전쟁 이후에 라틴 교로 이름을 바꿨다.